# Operación Corkscrew
La Operación Corkscrew (en inglés y oficialmente Operation Corkscrew), también conocida en español como Operación Sacacorchos, fue una acción bélica englobada en la II Guerra Mundial que supuso la invasión aliada de la isla italiana de Pantelaria —ubicada entre Sicilia y Túnez— entre los días 9 de mayo y 13 de junio de 1943. Previamente ya había existido un plan para ocupar la isla en 1940 (conocido como Operación Workshop), pero fue desestimado cuando la Luftwaffe se reforzó en esa región.
La operación permitió además la conquista de las islas de Lampedusa, Linosa y Lampione, que junto a Pantelaria fueron utilizadas como puntos de apoyo avanzado durante las operaciones de desembarco en Sicilia como parte de la Operación Husky.